# 湖南国货陈列馆
湖南省国货陈列馆湖南长沙现存最大的民国时期建筑，地处黄兴路与蔡锷路之间的中山路。1930年由欧阳淑设计，张连生承建。湖南省国货陈列馆是旧长沙的标志性建筑和长沙商业文化的象征。
大楼主体建筑为钢筋水泥结构，主体为三层大楼，门廊并列16根罗马圆柱，三楼顶部正中再增加四层，顶上构成尖形塔楼，立钢管旗杆。气势雄伟壮观。

## 历史

1932年刚建成的湖南国货陈列馆

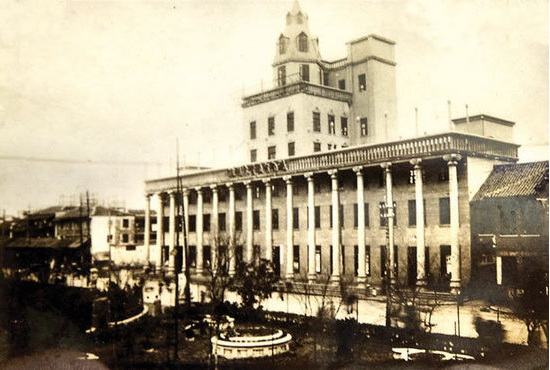
30年代的湖南国货陈列馆

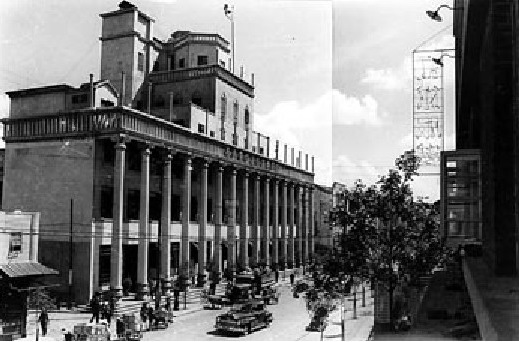
50年代的湖南国货陈列馆

- 1928年5月，湖南劝业工场场长刘廷芳，拟创设湖南省国货陈列馆方案。
- 1929年6月，长沙市政筹备处处长余籍传确定以中山路司法、教育两厅为湖南省国货陈列馆馆址。
- 1930年1月1日，湖南省国货陈列馆筹备处成立，随即动工兴建。
- 1932年10月1日，湖南省国货陈列馆正式建成对外开放。
- 1932年10月30日，蒋介石、宋美龄参观国货陈列馆。
- 1938年11月13日凌晨，文夕大火使湖南省国货陈列馆前栋门窗货架柜台陈列柜被破坏，塔顶及旗杆被焚烧倒塌。但国货陈列馆雄伟的钢筋水泥建筑，未遭破坏。
- 1939年初，湖南省国货陈列馆奉令恢复临时商场。
- 1944年长沙沦陷，国货陈列馆被日本侵略军进驻，被糟踏得破败不堪。
- 1945年8月光复后，原租户返回国货陈列馆营业。
- 1949年8月5日，人民政府接收了国货陈列馆。
- 1950年底，私营店铺全部迁出，由湖南省百货公司接管。
- 1951年6月1日，湖南省百货公司中心门市部开业。
- 1953年5月，门市部划归长沙市百货公司管理。
- 1957年，中心门市部改名为长沙市中山路百货商店。
- 1981年7月，中山路百货商店对原国货陈列馆建筑进行改扩建。
- 1984年1月1日，改建后的中山路百货商店开业，并更名为中山路百货大楼。[1]
- 1998年，中山路百货大楼宣告关闭。
- 2012年年底前开中山路百货大楼改造工程，重现16根罗马柱，恢复原名“湖南省国货陈列馆”。
- 2014年10月1日，湖南省国货陈列馆正式营业，主营黄金饰品。